# 別冊スキマスイッチpart 2
『別冊スキマスイッチpart 2』（べっさつスキマスイッチパートツー）は、スキマスイッチのVideo Clip集。

## 解説
- 『別冊スキマスイッチ』Blu-ray盤と同時発売。

## 収録内容

### 2006-2014 MUSIC VIDEO
- 本人解説（副音声）切り替え機能付

1. ボクノート
2. ガラナ original ver.
3. アカツキの詩
4. マリンスノウ
5. 虹のレシピ
6. ゴールデンタイムラバー
7. アイスクリーム シンドローム
8. さいごのひ
9. 晴ときどき曇
10. ラストシーン long ver.
11. ユリーカ
12. 奏（かなで） DOUBLES ver.
13. スカーレット
14. Hello Especially
15. Ah Yeah!!
16. パラボラヴァ
17. 星のうつわ

### MUSIC VIDEO MAKING
1. ボクノート
2. ガラナ
3. アカツキの詩
4. マリンスノウ
5. アイスクリーム シンドローム
6. さいごのひ
7. ラストシーン
8. ユリーカ
9. Hello Especially
10. Ah Yeah!!
11. パラボラヴァ
12. 星のうつわ